# Faradj Koliev
Faradj Koliev, född 3 oktober 1986, är en svensk politiker (socialdemokrat) och statsvetare.  Han var riksdagsledamot (tjänstgörande ersättare för Leif Nysmed) 9 januari – 30 juni 2017 för Stockholms läns valkrets.
I riksdagen var han extra suppleant i civilutskottet och skatteutskottet.